# Pallacanestro Olimpia Milano 1993-1994
Questa voce raccoglie le informazioni riguardanti la Pallacanestro Olimpia Milano ,  nelle competizioni ufficiali della stagione 1993-94.

## Stagione
La Olimpia Milano,  sponsorizzata Recoaro, è guidata dal confermato Mike D'Antoni e può schierare per l'ultima stagione della sua carriera Dino Meneghin tornato da Trieste.
La Recoaro disputa la coppa Italia affrontando nei sedicesimi Sassari vincendo sia all’andata sia al ritorno; negli ottavi l’avversario è costituito da Verona con cui impatta la prima partita per poi perdere il ritorno al forum il 16 settembre 1993 venendo eliminata.
La squadra ha preso parte alla coppa Korac dove, eliminando il Bobcat Gent, accede alla fase a gironi, qualificandosi come seconda ai quarti di finale dove superò i francesi dell'Olympique d'Antibes arrendendosi in semifinale alla Stefanel Trieste.
La squadra milanese ha disputato il campionato di serie A1 classificandosi 5ª al termine della regular season. Nei play off affronta e supera per due partite a una Desio negli ottavi, nei quarti l’avversario è Verona che batte ed elimina la squadra milanese per due partite a zero.

## Maglie
Il fornitore ufficiale del materiale tecnico per la stagione 1993-1994 è stata Kronos.

## Roster
| Recoaro Milano 1993-94 | Recoaro Milano 1993-94 |
| Giocatori              | Staff tecnico          |
| ---------------------- | ---------------------- |

| N. | Naz.                                     | Ruolo | Nome                | Anno | Alt.   | Peso   |  |
| -- | ---------------------------------------- | ----- | ------------------- | ---- | ------ | ------ |  |
| 4  | Jugoslavia (bandiera)                    | P     | Aleksandar Đorđević | 1967 | 188 cm | 90 kg  |  |
| 5  | Italia (bandiera)                        | G     | Flavio Portaluppi   | 1971 | 188 cm | 88 kg  |  |
| 6  | Italia (bandiera)                        | G     | Emilio Rotasperti   | 1973 | 190 cm | 87 kg  |  |
| 7  | Croazia (bandiera)                       | C     | Žan Tabak           | 1970 | 213 cm | 110 kg |  |
| 9  | Italia (bandiera)                        | G     | Fabrizio Ambrassa   | 1969 | 197 cm | 95 kg  |  |
| 10 | Argentina (bandiera) · Italia (bandiera) | GA    | Hugo Sconochini     | 1971 | 194 cm | 98 kg  |  |
| 11 | Italia (bandiera)                        | C     | Dino Meneghin       | 1950 | 205 cm | 108 kg |  |
| 12 | Italia (bandiera)                        | G     | Antonello Riva (C)  | 1962 | 196 cm | 96 kg  |  |
| 13 | Italia (bandiera)                        | AC    | Davide Pessina      | 1968 | 206 cm | 106 kg |  |
| 15 | Italia (bandiera)                        | C     | Paolo Alberti       | 1972 | 205 cm | 106 kg |  |
|    | Stati Uniti (bandiera)                   | C     | Alton Lister        | 1958 | 213 cm | 109 kg |  |

| Allenatore                                                                 |
| - Mike D'Antoni                                                            |
| Assistente/i                                                               |
| - Marco Crespi Legenda - (C) Capitano - (IN) Inattivo - Infortunato Roster |

## Mercato
L’Olimpia non rinnova il contratto al americano Antonio Davis, inoltre rinuncia a Baldi e a Pittis che va a rinforzare Treviso. Confermato Đorđević, il secondo straniero è il centro croato Zan Tabak che subirà un infortunio sul finire di stagione, mentre gioca solo alcune partite in corso di stagione il centro americano Alton Lister. Da Reggio Calabria arriva l’italo-argentino Hugo Sconochini e da Trieste torna il quarantatreenne Dino Meneghin.

### Sessione estiva
| Acquisti | Acquisti        | Acquisti          | Acquisti   | Acquisti |
| R.       | Nome            | da                | Modalità   |          |
| -------- | --------------- | ----------------- | ---------- | -------- |
| GA       | Hugo Sconochini | Viola R. Calabria | svincolato |          |
| C        | Dino Meneghin   | Pall. Trieste     | svincolato |          |
| C        | Žan Tabak       | LP Livorno        | svincolato |          |

| Cessioni | Cessioni        | Cessioni       | Cessioni       | Cessioni |
| R.       | Nome            | a              | Modalità       |          |
| -------- | --------------- | -------------- | -------------- | -------- |
| A        | Riccardo Pittis | Pall. Treviso  | definitivo     |          |
| C        | Marco Baldi     | Alba Berlino   | fine contratto |          |
| AC       | Antonio Davis   | Indiana Pacers | fine contratto |          |

### Dopo l'inizio della stagione
| Acquisti | Acquisti     | Acquisti   | Acquisti   | Acquisti   |
| R.       | Nome         | da         | Data       | Modalità   |
| -------- | ------------ | ---------- | ---------- | ---------- |
| C        | Alton Lister | Free agent | marzo 1994 | svincolato |

| Cessioni | Cessioni | Cessioni | Cessioni | Cessioni |
| R.       | Nome     | a        | Data     | Modalità |
| -------- | -------- | -------- | -------- | -------- |

## Risultati

### Serie A

#### Stagione regolare

##### Girone d'andata
| Milano 25 settembre 1993 1ª giornata     | Olimpia Milano | 93 – 75 referto | Fortitudo Bologna | Palalido |
| Mike D'Antoni Allenatori Sergio Scariolo |                |                 |                   |          |
|                                          |                |                 |                   |          |
| Mike D'Antoni                            | Allenatori     | Sergio Scariolo |                   |          |

| Pistoia 2 ottobre 1993 2ª giornata       | Olimpia Pistoia | 102 – 101 referto | Olimpia Milano | PalaCarrara |
| Giovanni Papini Allenatori Mike D'Antoni |                 |                   |                |             |
|                                          |                 |                   |                |             |
| Giovanni Papini                          | Allenatori      | Mike D'Antoni     |                |             |

| Assago 9 ottobre 1993 3ª giornata            | Olimpia Milano | 93 – 74 referto     | Pall. Cantù | Forum di Milano |
| Mike D'Antoni Allenatori Antonio Díaz-Miguel |                |                     |             |                 |
|                                              |                |                     |             |                 |
| Mike D'Antoni                                | Allenatori     | Antonio Díaz-Miguel |             |                 |

| Reggio Calabria 17 ottobre 1993 4ª giornata | Viola R. Calabria | 99 – 92 referto | Olimpia Milano | PalaCalafiore |
| Carlo Recalcati Allenatori Mike D'Antoni    |                   |                 |                |               |
|                                             |                   |                 |                |               |
| Carlo Recalcati                             | Allenatori        | Mike D'Antoni   |                |               |

| Montecatini Terme 23 ottobre 1993 5ª giornata | Montecatini S.C. | 87 – 74 referto | Olimpia Milano | PalaTerme |
| Gianfranco Benvenuti Allenatori Mike D'Antoni |                  |                 |                |           |
|                                               |                  |                 |                |           |
| Gianfranco Benvenuti                          | Allenatori       | Mike D'Antoni   |                |           |

| Milano 30 ottobre 1993 6ª giornata      | Olimpia Milano | 95 – 77 referto | Reyer Venezia | Palalido |
| Mike D'Antoni Allenatori Mario De Sisti |                |                 |               |          |
|                                         |                |                 |               |          |
| Mike D'Antoni                           | Allenatori     | Mario De Sisti  |               |          |

| Livorno 7 novembre 1993 7ª giornata          | LP Livorno | 88 – 91 referto | Olimpia Milano | PalaMacchia |
| Gianfranco Lombardi Allenatori Mike D'Antoni |            |                 |                |             |
|                                              |            |                 |                |             |
| Gianfranco Lombardi                          | Allenatori | Mike D'Antoni   |                |             |

| Milano 20 novembre 1993 8ª giornata        | Olimpia Milano | 97 – 85 referto   | Pall. Reggiana | Palalido |
| Mike D'Antoni Allenatori Virginio Bernardi |                |                   |                |          |
|                                            |                |                   |                |          |
| Mike D'Antoni                              | Allenatori     | Virginio Bernardi |                |          |

| Castel Morrone 28 novembre 1993 9ª giornata | Juvecaserta | 77 – 79 referto | Olimpia Milano | PalaMaggiò |
| Maurizio Bartocci Allenatori Mike D'Antoni  |             |                 |                |            |
|                                             |             |                 |                |            |
| Maurizio Bartocci                           | Allenatori  | Mike D'Antoni   |                |            |

| Milano 4 dicembre 1993 10ª giornata      | Olimpia Milano | 96 – 87 referto | Virtus Roma | Palalido |
| Mike D'Antoni Allenatori Franco Casalini |                |                 |             |          |
|                                          |                |                 |             |          |
| Mike D'Antoni                            | Allenatori     | Franco Casalini |             |          |

| Milano 11 dicembre 1993 11ª giornata        | Olimpia Milano | 89 – 97 referto    | Scaligera | Palalido |
| Mike D'Antoni Allenatori Franco Marcelletti |                |                    |           |          |
|                                             |                |                    |           |          |
| Mike D'Antoni                               | Allenatori     | Franco Marcelletti |           |          |

| Casalecchio di Reno 19 dicembre 1993 12ª giornata | Virtus Bologna | 96 – 87 referto | Olimpia Milano | Unipol Arena |
| Alberto Bucci Allenatori Mike D'Antoni            |                |                 |                |              |
|                                                   |                |                 |                |              |
| Alberto Bucci                                     | Allenatori     | Mike D'Antoni   |                |              |

| Milano 22 dicembre 1993 13ª giornata     | Olimpia Milano | 70 – 61 referto | Pall. Trieste | Palalido |
| Mike D'Antoni Allenatori Bogdan Tanjević |                |                 |               |          |
|                                          |                |                 |               |          |
| Mike D'Antoni                            | Allenatori     | Bogdan Tanjević |               |          |

| Villorba 1 gennaio 1994 14ª giornata     | Pall. Treviso | 86 – 94 referto | Olimpia Milano | PalaVerde |
| Fabrizio Frates Allenatori Mike D'Antoni |               |                 |                |           |
|                                          |               |                 |                |           |
| Fabrizio Frates                          | Allenatori    | Mike D'Antoni   |                |           |

| Milano 8 gennaio 1994 15ª giornata         | Olimpia Milano | 99 – 85 referto   | V.L. Pesaro | Palalido |
| Mike D'Antoni Allenatori Valerio Bianchini |                |                   |             |          |
|                                            |                |                   |             |          |
| Mike D'Antoni                              | Allenatori     | Valerio Bianchini |             |          |

##### Girone di ritorno
| Bologna 15 gennaio 1994 16ª giornata     | Fortitudo Bologna | 86 – 90 referto | Olimpia Milano | PalaDozza |
| Sergio Scariolo Allenatori Mike D'Antoni |                   |                 |                |           |
|                                          |                   |                 |                |           |
| Sergio Scariolo                          | Allenatori        | Mike D'Antoni   |                |           |

| Milano 22 gennaio 1994 17ª giornata      | Olimpia Milano | 84 – 77 referto | Olimpia Pistoia | Palalido |
| Mike D'Antoni Allenatori Giovanni Papini |                |                 |                 |          |
|                                          |                |                 |                 |          |
| Mike D'Antoni                            | Allenatori     | Giovanni Papini |                 |          |

| Cucciago 29 gennaio 1994 18ª giornata   | Pall. Cantù | 72 – 80 referto | Olimpia Milano | PalaPianella |
| Bruno Arrigoni Allenatori Mike D'Antoni |             |                 |                |              |
|                                         |             |                 |                |              |
| Bruno Arrigoni                          | Allenatori  | Mike D'Antoni   |                |              |

| Milano 5 febbraio 1994 19ª giornata      | Olimpia Milano | 96 – 73 referto | Viola R. Calabria | Palalido |
| Mike D'Antoni Allenatori Carlo Recalcati |                |                 |                   |          |
|                                          |                |                 |                   |          |
| Mike D'Antoni                            | Allenatori     | Carlo Recalcati |                   |          |

| Milano 12 febbraio 1994 20ª giornata          | Olimpia Milano | 102 – 93 referto     | Montecatini S.C. | Palalido |
| Mike D'Antoni Allenatori Gianfranco Benvenuti |                |                      |                  |          |
|                                               |                |                      |                  |          |
| Mike D'Antoni                                 | Allenatori     | Gianfranco Benvenuti |                  |          |

| Mestre 20 febbraio 1994 21ª giornata       | Reyer Venezia | 106 – 93 referto | Olimpia Milano | Palasport Taliercio |
| Francesco Vitucci Allenatori Mike D'Antoni |               |                  |                |                     |
|                                            |               |                  |                |                     |
| Francesco Vitucci                          | Allenatori    | Mike D'Antoni    |                |                     |

| Milano 26 febbraio 1994 22ª giornata   | Olimpia Milano | 120 – 121 (d.t.s.) referto | LP Livorno | Palalido |
| Mike D'Antoni Allenatori Marco Calamai |                |                            |            |          |
|                                        |                |                            |            |          |
| Mike D'Antoni                          | Allenatori     | Marco Calamai              |            |          |

| Reggio Emilia 5 marzo 1994 23ª giornata    | Pall. Reggiana | 96 – 93 referto | Olimpia Milano | PalaBigi |
| Virginio Bernardi Allenatori Mike D'Antoni |                |                 |                |          |
|                                            |                |                 |                |          |
| Virginio Bernardi                          | Allenatori     | Mike D'Antoni   |                |          |

| Milano 12 marzo 1994 24ª giornata       | Olimpia Milano | 115 – 98 referto | Juvecaserta | Palalido |
| Mike D'Antoni Allenatori Ranko Žeravica |                |                  |             |          |
|                                         |                |                  |             |          |
| Mike D'Antoni                           | Allenatori     | Ranko Žeravica   |             |          |

| Roma 20 marzo 1994 25ª giornata         | Virtus Roma | 102 – 109 referto | Olimpia Milano | Palazzo dello Sport |
| Nevio Ciaralli Allenatori Mike D'Antoni |             |                   |                |                     |
|                                         |             |                   |                |                     |
| Nevio Ciaralli                          | Allenatori  | Mike D'Antoni     |                |                     |

| Verona 24 marzo 1994 26ª giornata           | Scaligera  | 83 – 76 referto | Olimpia Milano | PalaOlimpia |
| Franco Marcelletti Allenatori Mike D'Antoni |            |                 |                |             |
|                                             |            |                 |                |             |
| Franco Marcelletti                          | Allenatori | Mike D'Antoni   |                |             |

| Milano 26 marzo 1994 27ª giornata      | Olimpia Milano | 85 – 97 referto | Virtus Bologna | Palalido |
| Mike D'Antoni Allenatori Alberto Bucci |                |                 |                |          |
|                                        |                |                 |                |          |
| Mike D'Antoni                          | Allenatori     | Alberto Bucci   |                |          |

| Trieste 31 marzo 1994 28ª giornata       | Pall. Trieste | 84 – 71 referto | Olimpia Milano | PalaTrieste |
| Bogdan Tanjević Allenatori Mike D'Antoni |               |                 |                |             |
|                                          |               |                 |                |             |
| Bogdan Tanjević                          | Allenatori    | Mike D'Antoni   |                |             |

| Milano 2 aprile 1994 29ª giornata        | Olimpia Milano | 90 – 85 referto | Pall. Treviso | Palalido |
| Mike D'Antoni Allenatori Fabrizio Frates |                |                 |               |          |
|                                          |                |                 |               |          |
| Mike D'Antoni                            | Allenatori     | Fabrizio Frates |               |          |

| Pesaro 10 aprile 1994 30ª giornata         | V.L. Pesaro | 88 – 86 referto | Olimpia Milano | Vitrifrigo Arena |
| Valerio Bianchini Allenatori Mike D'Antoni |             |                 |                |                  |
|                                            |             |                 |                |                  |
| Valerio Bianchini                          | Allenatori  | Mike D'Antoni   |                |                  |

#### Play-off

##### Ottavi di finale
| Assago 12 aprile 1994 Gara 1             | Olimpia Milano | 103 – 86 referto | Aurora Desio | Forum di Milano |
| Mike D'Antoni Allenatori Giampiero Hruby |                |                  |              |                 |
|                                          |                |                  |              |                 |
| Mike D'Antoni                            | Allenatori     | Giampiero Hruby  |              |                 |

| Assago 14 aprile 1994 Gara 2             | Aurora Desio | 86 – 83 referto | Olimpia Milano | Forum di Milano |
| Giampiero Hruby Allenatori Mike D'Antoni |              |                 |                |                 |
|                                          |              |                 |                |                 |
| Giampiero Hruby                          | Allenatori   | Mike D'Antoni   |                |                 |

| Assago 17 aprile 1994 Gara 3             | Olimpia Milano | 85 – 78 referto | Aurora Desio | Forum di Milano |
| Mike D'Antoni Allenatori Giampiero Hruby |                |                 |              |                 |
|                                          |                |                 |              |                 |
| Mike D'Antoni                            | Allenatori     | Giampiero Hruby |              |                 |

##### Quarti di finale
| Verona 19 aprile 1994 Gara 1                | Scaligera  | 80 – 78 referto | Olimpia Milano | PalaOlimpia |
| Franco Marcelletti Allenatori Mike D'Antoni |            |                 |                |             |
|                                             |            |                 |                |             |
| Franco Marcelletti                          | Allenatori | Mike D'Antoni   |                |             |

| Assago 24 aprile 1994 Gara 2                | Olimpia Milano | 86 – 89 referto    | Scaligera | Forum di Milano |
| Mike D'Antoni Allenatori Franco Marcelletti |                |                    |           |                 |
|                                             |                |                    |           |                 |
| Mike D'Antoni                               | Allenatori     | Franco Marcelletti |           |                 |

### Coppa Korać

#### Turno preliminare
| Arbitri: | Peter Klingbiel Jan Gjettermann |

|  |            |               |
|  | Allenatori | Mike D'Antoni |

| Arbitri: | Philippe Manassero Andrej Jelen |

|               |            |  |
| Mike D'Antoni | Allenatori |  |

#### Fase a gironi
| Arbitri: | Fernand Hengel Nikolaos Zavlanos |

|  |            |               |
|  | Allenatori | Mike D'Antoni |

| Arbitri: | Danko Radic Christophe Vauthier |

|               |            |               |
| Mike D'Antoni | Allenatori | Dušan Ivković |

| Arbitri: | Fernand Hengel Alexander Faassen |

|                       |            |               |
| José Alberto Pesquera | Allenatori | Mike D'Antoni |

| Arbitri: | Angel Recuenco Rui Valente |

|               |            |  |
| Mike D'Antoni | Allenatori |  |

| Arbitri: | Miguel Betancor Armand De Keyser |

|                   |            |               |
| [[Dušan Ivković]] | Allenatori | Mike D'Antoni |

| Arbitri: | Zoran Grbac Engin Kennerman |

|               |            |                       |
| Mike D'Antoni | Allenatori | José Alberto Pesquera |

#### Fase a eliminazione diretta
| Arbitri: | Krzysztof Koralewski Nikolaos Papadimitriou |

|               |            |                 |
| Mike D'Antoni | Allenatori | Jacques Monclar |

| Arbitri: | David Dagan Eduardo Sancha |

|                 |            |               |
| Jacques Monclar | Allenatori | Mike D'Antoni |

| Arbitri: | Wieslaw Zych Antonio Coelho |

|                 |            |               |
| Bogdan Tanjević | Allenatori | Mike D'Antoni |

| Arbitri: | Konstantinos Koromilas Juan Mitjana |

|               |            |                 |
| Mike D'Antoni | Allenatori | Bogdan Tanjević |

### Coppa Italia
| Sassari 5 settembre 1993 Sedicesimi di finale - Andata | Dinamo Sassari | 78 – 95       | Olimpia Milano |  |
| Zare Markovski Allenatori Mike D'Antoni                |                |               |                |  |
|                                                        |                |               |                |  |
| Zare Markovski                                         | Allenatori     | Mike D'Antoni |                |  |

| Milano 9 settembre 1993 Sedicesimi di finale - Ritorno | Olimpia Milano | 99 – 82        | Dinamo Sassari | Palalido |
| Mike D'Antoni Allenatori Zare Markovski                |                |                |                |          |
|                                                        |                |                |                |          |
| Mike D'Antoni                                          | Allenatori     | Zare Markovski |                |          |

| Verona 12 settembre 1993 Ottavi di finale - Andata | Scaligera  | 80 – 80       | Olimpia Milano | PalaOlimpia |
| Franco Marcelletti Allenatori Mike D'Antoni        |            |               |                |             |
|                                                    |            |               |                |             |
| Franco Marcelletti                                 | Allenatori | Mike D'Antoni |                |             |

| Milano 16 settembre 1993 Ottavi di finale - Ritorno | Olimpia Milano | 72 – 88            | Scaligera | Palalido |
| Mike D'Antoni Allenatori Franco Marcelletti         |                |                    |           |          |
|                                                     |                |                    |           |          |
| Mike D'Antoni                                       | Allenatori     | Franco Marcelletti |           |          |